# باولا غرين
باولا غرين (بالإنجليزية: Paula Green)‏ هي سيدة أعمال أمريكية، ولدت في 18 سبتمبر 1927، وتوفيت في 4 ديسمبر 2015.